# Чернігівський військово-історичний музей
Черні́гівський військо́во-істори́чний музе́й або Черні́гівський музе́й бойово́ї сла́ви — музей у Чернігові, відділ Чернігівського обласного історичного музею імені В. В. Тарновського.

## Історія
Чернігівський музей бойової слави створено за ініціативою та за участі ветеранів колишньої 1-ї гвардійської армії у спеціально зведеному приміщенні, як музей на громадських засадах. Експозицію відкрито 1985 року до 40-річчя перемоги в Німецько-радянській війні. 1986 року музей перетворено на відділ Чернігівського історичного музею.
Праворуч від входу раніше містився барельєф.
13 березня 2022 року фасад та частину експозиції пошкоджено обстрілом під час вторгнення Росії в Україну.

## Опис
У музеї зібрано близько 2,5 тисяч експонатів, які розкривають бойовий шлях колишньої 1-ї гвардійської армії в роки Німецько-радянської війни, військово-патріотичну роботу ветеранів армії серед молоді, успадкування традицій, будні сучасної армії, історію Чернігівщини від 1917 року до наших днів.
Експозиція музею складається з двох розділів та низки постійних і тимчасових виставок. Має виставкову та кінолекційну зали. Розділ «Бойовий шлях колишньої 1-ї гвардійської армії» збудовано 1985 року. 1999 року проведено його повну реекспозицію. Розділ «Військова історія Чернігівщини» збудовано 1988 року. За час існування оновлено та доповнено, зокрема такими темами, як «Військове будівництво епохи Української революції», «Бій під Крутами», «Участь чернігівців у локальних військових конфліктах другої половини 20 століття», «Створення армії незалежної України», «Діяльність Чернігівського прикордонного загону». Працюють постійні виставки «Слава українського козацтва», «Чернігівці на фронтах Німецько-радянської війни», «Звільнення Чернігівщини від нацистських загарбників», «На наших плечах Україна» (присвячена участі чернігівців в АТО на сході України).
Фонди музею налічують понад 13 тисяч одиниць зберігання, переважна більшість яких пов'язана з Німецько-радянською війною. Також створюються колекції пам'яток, присвячених Першій світовій війні, Українській революції, військовому будівництву 1920-1930-х років, організації та діяльності оборонних товариств, участі земляків у ліквідації наслідків аварії на ЧАЕС, історії Чернігівського вищого військового авіаційного училища льотчиків. Серед експонатів — документи, світлини, зброя, нагороди, військове спорядження, особисті речі, робочі інструменти, твори живопису та графіки, книги. Під відкритим небом праворуч від фасаду будівлі розміщено експонати бойової техніки часів Німецько-радянської війни та Війни на сході України.
|                                      |                                           |
| Танк часів Німецько-радянської війни | Знищений на сході України російський танк |